# Wien Energie

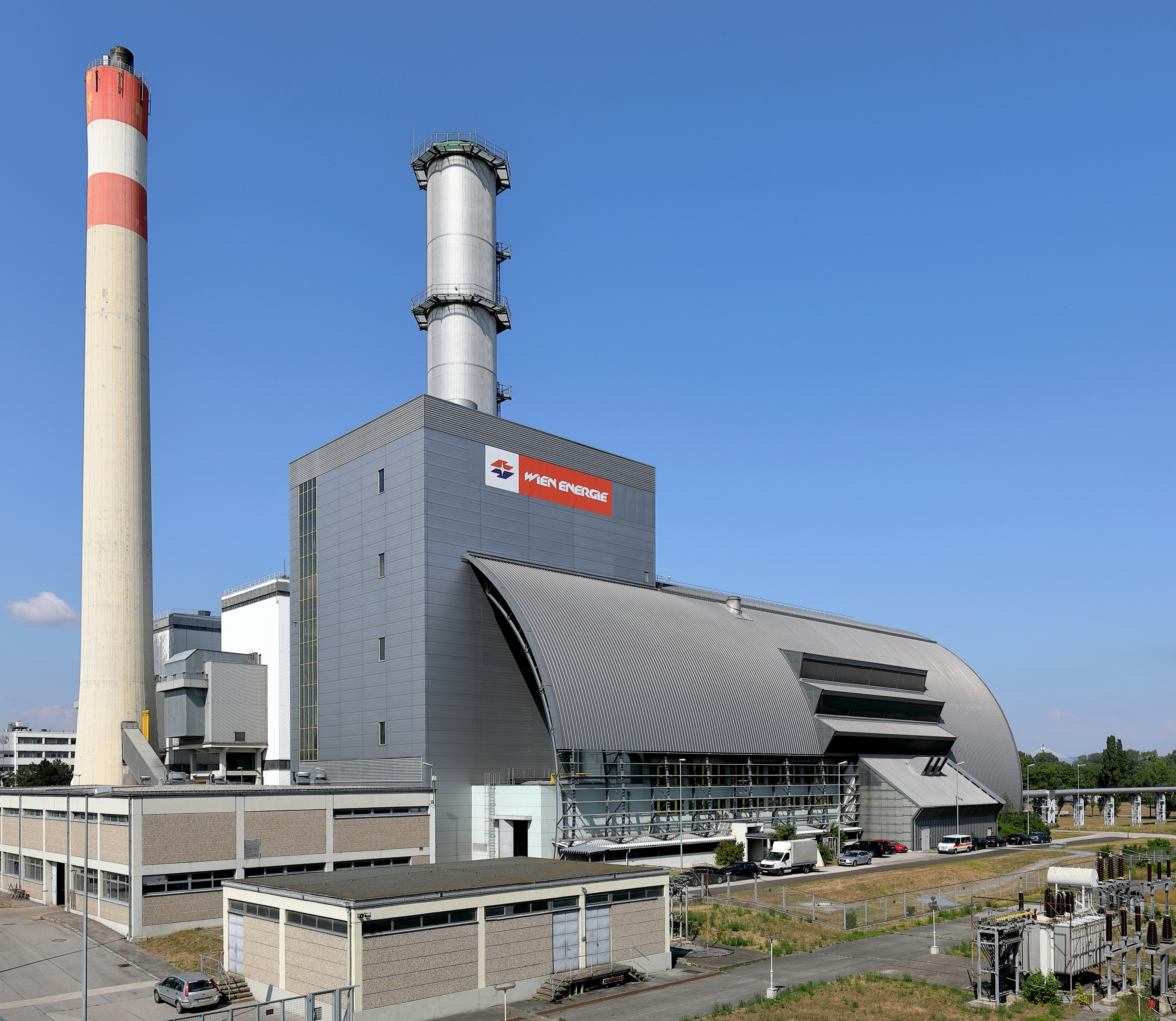
Block 3 des Kraftwerkes Donaustadt mit Kraft-Wärme-Kopplung (über 350 MW & ~ 250 MW)

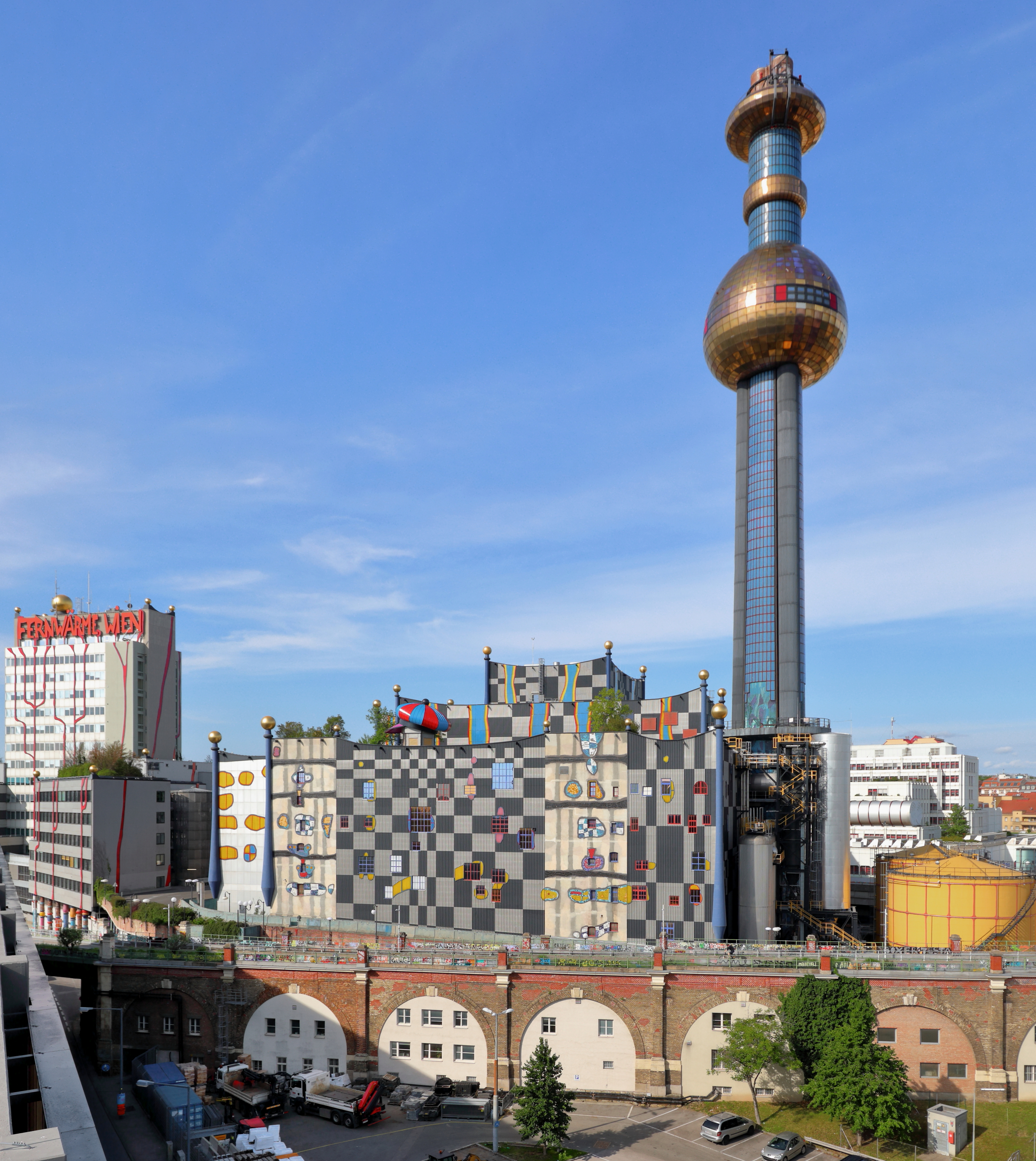
Fernwärmezentrale und thermische Abfallbehandlungsanlage Spittelau im Hundertwasser-Design

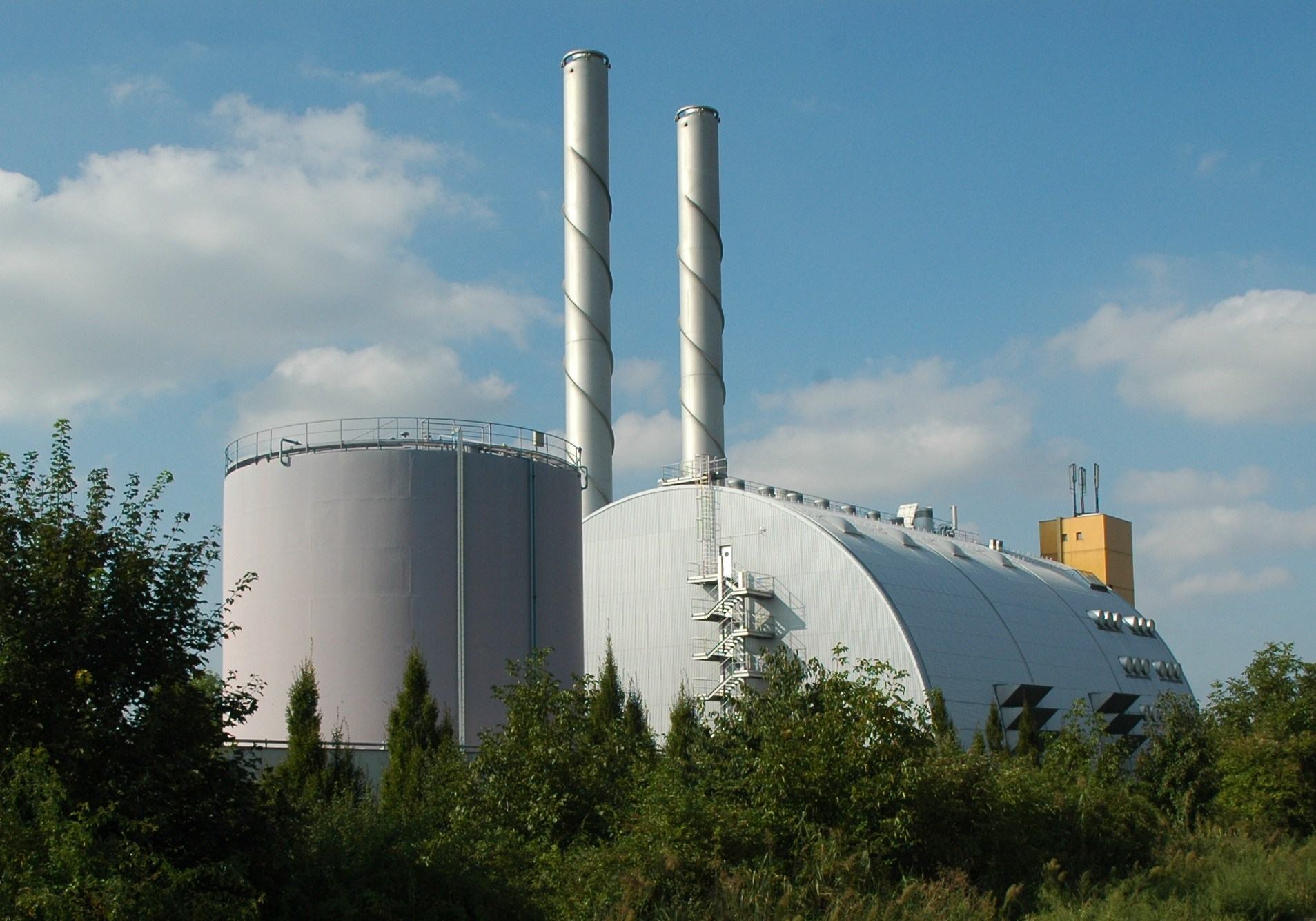
Wahlweise mit Erdgas oder Heizöl befeuertes Fernheizwerk Inzersdorf

Wien Energie GmbH ist als Energieunternehmen Teil der Wiener Stadtwerke. Wien Energie ist der größte Energieversorger Österreichs, verkauft jährlich insgesamt ca. 23 TWh elektrische Energie, Erdgas und Fernwärme und war 2019 der drittgrößte CO2-Emittent Österreichs.

## Geschichte

### Gründung der Städtischen Gas- und Elektrizitätswerke
1897 als Karl Lueger Bürgermeister von Wien wurde, wurde deren fast 1,6 Mio. Einwohner durch drei private Gesellschaften mit 30 GWh Strom versorgt, der aufgrund des hohen Preises von 80 Heller/kWh fast ausschließlich von der gehobenen Gesellschaftsschicht für Beleuchtungszwecke eingesetzt wurde: Die Allgemeine Österreichische Elektrizitätsgesellschaft betrieb in der Oberen Donaustraße und in der Neubadgasse je eine Dampfzentrale und verteilte Gleichstrom mit 4 × 110 V; die Internationale Elektrizitätsgesellschaft erzeugte in der Dampfzentrale in der Engerthstraße 2000 V Wechselstrom, der über Transformatorenstationen in 110 V Wechselstrom umgeformt wurde und die 1. Wiener Elektrizitätsgesellschaft erzeugte in der Dampfzentrale Kaunitzgasse Gleichstrom mit 2 × 110 V. Die Gasversorgung – ebenfalls hauptsächlich zu Beleuchtungszwecken – erfolgte durch die Imperial Continental Gas Association bzw. in den damaligen Vororten durch die Österreichische Gasbeleuchtungsgesellschaft. Die Pferdestraßenbahn wurde durch die Wiener Tramway-Gesellschaft und in einigen Vororten durch die Neue Wiener Tramway-Gesellschaft betrieben. Sowohl mit den Gasgesellschaften (zu hohe Preise, selbstsüchtige Ausnützung eingeräumter Rechte) als auch mit den Straßenbahnen (zu hohe Fahrpreise, zu große Zeitabstände, große Teile der Stadt nicht erschlossen) war die Bevölkerung sehr unzufrieden.
Lueger gelang die Kommunalisierung der Gasbetriebe und Ende November 1899 hatten die Städtischen Gaswerke die Gasversorgung Wiens zur Gänze übernommen. 1899 erwarb die Gemeinde Wien auf Veranlassung Luegers eine Konzession für ein Kleinbahnnetz und gründete zusammen mit der Siemens & Halske AG, die dem Bankier Sigmund Reitzes die Tramway-Gesellschaft abkaufte, eine Bau- und Betriebsgesellschaft zur Elektrifizierung der Straßenbahn sowie zum Ausbau und Betrieb ihrer Linien. Vertraglich hatte sich die Gemeinde Wien vorbehalten, ab 1. Jänner 1902 den Strom für die Straßenbahn zu liefern. Im Mai 1899 wurde vom Gemeinderat beschlossen, nicht nur ein Werk für Bahnstrom, sondern auch ein 18 MW-Dampfkraftwerk für die Abgabe von Licht- und Kraftstrom zu errichten, um so auch bei der Stromversorgung Ordnung zu schaffen. Die am 9. Mai 1900 handelsgerichtlich eingetragene Firma Gemeinde Wien – städtisches Elektricitätswerk lieferte am 8. April 1902 zum ersten Mal Strom an die Wiener Straßenbahnen und am 12. Mai 1902 wurde vom Unterwerk Mariahilf zum ersten Mal Strom für Lichtzwecke abgegeben. Im Konkurrenzkampf hinderte die Gemeinde die privaten Elektrizitätsgesellschaften am Verlegen neuer Kabel, weshalb diese die Leitungen in den Kellern von einem Haus zum nächsten zogen. Da sie sich auch untereinander bekämpften gab es in vielen Häusern drei Anschlüsse mit verschiedenen Stromsystemen und Spannungen. Schließlich konnte die Gemeinde Wien in Verhandlungen die 1. Wiener Elektrizitätsgesellschaft 1907, die Internationale Elektrizitätsgesellschaft 1908 und die Allgemeine Österreichische Elektrizitätsgesellschaft 1914 übernehmen und so den Grundstein zur Harmonisierung der Wiener Stromversorgung legen.

### Gründung der Heizbetriebe Wien

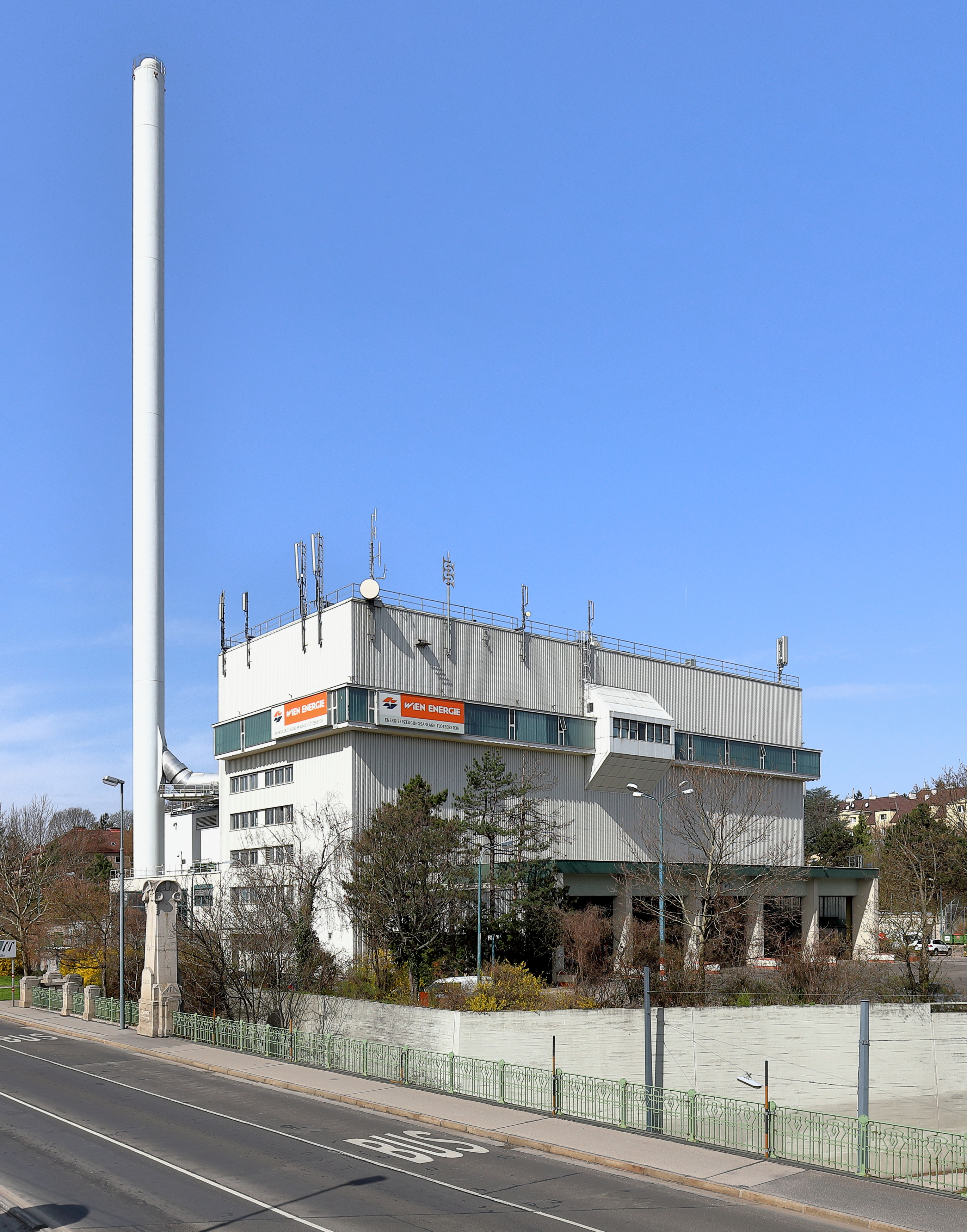
Müllverbrennungsanlage Flötzersteig: Wiens erste Müllverbrennungsanlage (1963), die aktuell (2018) fast 500.000 Megawattstunden Fernwärme produziert.

Um die Mitte der 1960er Jahre zeichnete sich ab, dass mit steigendem Wohlstand die Mülldeponien rascher als erwartet gefüllt werden. Auch das im Bau befindliche Neue Allgemeine Krankenhaus sollte wärmemäßig versorgt werden. Um eine wirtschaftlich und organisatorisch selbständige Fernwärmeversorgung großen Stils zu errichten, wurde mit Beschluss des Gemeinderates der Stadt Wien am 22. Jänner 1969 die Heizbetriebe Wien Gesellschaft m.b.H. (HBW) mit einem Stammkapital von ATS 100.000.- gegründet. Zum Geschäftsführer wurde Franz Swaty, Leiter der damaligen Magistratsabteilung 32 – Haustechnik, welcher dort bereits 1965 ein Konzept für die zukünftige Fernwärmeversorgung Wiens vorgelegt hatte, bestimmt.
In der Gesellschafterversammlung vom 9. April 1969 wurde das Stammkapital um ATS 120.000.000.- erhöht und in Folge der Bau des Fernwärmekraftwerkes Spittelau mit einer integrierten Müllverbrennungsanlage ebenso wie mit dem Bau einer, den Donaukanal querenden Leitungstrasse in die Brigittenau zum Internationalen Studentenheim Döbling und der Errichtung des Blockheizkraftwerkes Süd zur Versorgung der Trabantensiedlung Per-Albin-Hansson-Siedlung Ost begonnen. Von der damaligen Magistratsabteilung 52 – Städtische Wohnhäuserverwaltung wurden mit einem rückwirkenden Pachtvertrag 14 Anlagen mit einer Gesamtkapazität von 47,35 MW per 1. September 1969 übernommen. Das Blockheizkraftwerk Kagran wurde ausgebaut, um auch die Wohnhausanlage Quadenstraße mit einer Fernwärmeleitung anzuschließen. Um die rege Geschäftstätigkeit finanzieren zu können, wurde das Stammkapital mit einem Gesellschafterbeschluss per 14. Mai 1970 um weitere ATS 250.000.000.- aufgestockt.

### Zusammenlegungen der Energiebetriebe
Wien Energie ist entstanden aus den städtischen Gaswerken, den Wiener Elektrizitätswerken und den 1969 gegründeten Heizbetrieben Wien (HBW), die ab 16. April 1994 Fernwärme Wien Gesellschaft m.b.H. hießen.
2013 gab es umfangreiche organisatorische Änderungen im Energiesektor der Wiener Stadtwerke. Das ehemalige Tochterunternehmen von Wien Energie – Wien Energie Fernwärme, vormals Heizbetriebe Wien – wurde in die Wien Energie GmbH integriert. Die Gesellschaft „Wiener Netze“ fasst Wien Energie Stromnetz, Wien Energie Gasnetz, das Primärnetz der Fernwärme und die Telekommunikationsnetze von Wien Energie zusammen.

### Finanzielle Schwierigkeiten 2022
Am 29. August 2022 wurde bekannt, dass die Wien Energie im Zusammenhang mit der herrschenden Energiekrise zur Besicherung von Stromverkäufen im Zuge von Termingeschäften an den Energiebörsen möglicherweise eine Garantiesumme von mehreren Milliarden Euro aufbringen muss, diese aber selbst nicht leisten kann und auch die Stadt Wien weitere ausreichende Mittel nicht zur Verfügung stellen kann. Laut Bundesministerium für Finanzen bräuchte das Unternehmen weitere sechs Milliarden Euro an Finanzgarantien. Am 31. August 2022 gewährte das Finanzministerium dem Land Wien über die OeBFA kurzfristig einen Kreditrahmen von zunächst 2 Milliarden Euro, damit die Stadt das Unternehmen stützen kann.

## Unternehmensprofil
Wien Energie ist in der Versorgung mit Strom, Erdgas und Wärme von rund 2 Millionen Kunden, 230.000 Gewerbe- und Industrieanlagen sowie 4.500 landwirtschaftlichen Betrieben im Großraum Wien tätig. Zu den Tätigkeiten des Unternehmens zählen:
- Strom- und Wärmeerzeugung
- Vertrieb von Strom, Erdgas und Wärme und Kälte
- Energieberatung und Energiedienstleistungen
- Wärme-Netz-Bereitstellung und Ausbau
- Abfallverwertung
- Liegenschaftsverwaltung
- Telekommunikation
- Elektromobilität

Die Strom- und Wärmeproduktion erfolgt vorwiegend in den fossil befeuerten kalorischen Kraftwerken in Wien-Simmering und Donaustadt. Zudem betreibt das Unternehmen mehrere Wasserkraftwerke, Windparks und Photovoltaikanlagen sowie ein mit erneuerbarer Energie befeuertes und Österreichs größtes Biomasseheizkraftwerk in Wien-Simmering. Im Strombereich beläuft sich die installierte Leistung auf 2.072 MW. Der Anteil erneuerbarer Energieträger an der Gesamtproduktion belief sich 2011/12 auf 16,5 % nach 10,1 % im Geschäftsjahr 2009/2010. Bis 2030 soll der Anteil auf 50 % ausgebaut werden.

## Erzeugungs- und Speicheranlagen

### Liste von Kraftwerken, Heizwerken und Speicheranlagen
| Anlage                                                                     | Art                         | Therm. Leistung in MW | Elektr. Leistung in MW | El. Regel-arbeitsv. in GWh/a | Anmerkungen |
| -------------------------------------------------------------------------- | --------------------------- | --------------------- | ---------------------- | ---------------------------- | --- |
| Kraftwerk Simmering Block 1                                                | Kraft-Wärme-Kopplung        | 450                   | 710                    |                              | Zwei Gasturbinen mit einer gemeinsamen Dampfturbine samt Fernwärmeauskopplung. |
| Kraftwerk Simmering Block 2                                                | Kraft-Wärme-Kopplung        | 150                   | 63                     |                              | Mit Stand 2015 maximal 800 Betriebsstunden/Jahr zur Bedarfsspitzendeckung im Einsatz. |
| Kraftwerk Simmering Block 3                                                | Kraft-Wärme-Kopplung        | 350                   | 365                    |                              | Erdgas und Heizöl schwer als Brennstoff. Rauchgasreinigung mit Entstickungs-, Entstaubungs- und Entschwefelungsanlage. |
| Biomassekraftwerk Simmering                                                | Kraft-Wärme-Kopplung        | 37                    | 16                     | ?                            | Waldhackgut als Brennstoff. Österreichs größtes Biomassekraftwerk wird in Kooperation mit den Österreichischen Bundesforsten betrieben. |
| Wärmespeicher Simmering                                                    | Wärmespeicher               | 145                   | 0                      |                              | Seit November 2013. Zwei 45 m hohe, zylinderförmige, thermoskannenartige Stahlbehälter mit einem Speichervermögen von 850 MWh in 11.000 m3 bis zu 150 °C heißem Wasser. |
| Auslaufturbine Simmering                                                   | Wasserkraftwerk             | 0                     | 0,7                    |                              | Die Turbine wird mit dem Kühlwasser des Kraftwerkes Simmering beaufschlagt. |
| Biogasanlage Simmering                                                     | Biogaserzeugung             | 0                     | 0                      | Anm.                         | Jahresertrag grob etwa 1 Mio. m3/a Methan. Methanaufbereitung mittels Membrantechnologie. |
| Kraftwerk Donaustadt                                                       | Kraft-Wärme-Kopplung        | 250                   | 367                    |                              | Seit 2001. Eine der größten Gasturbinen weltweit. Der Wirkungsgrad von 58 % bei reiner Stromerzeugung kann auf über 86 % gesteigert werden, wenn das Kraftwerk für die Strom- und Fernwärmeerzeugung genutzt wird. |
| Wiener BürgerInnen-Solarkraftwerke (Nr. 1–23) an Standorten in Wien und NÖ | Photovoltaik                | 0                     | 9,1                    | 9,05                         | 19 Standorte. Paneele je 1,6 m² mit typisch je 244 (Traiskirchen) bis 260 kWpeak (Abfallverband Schwechat) Leistung; etwa x 1000 h ergibt die zu erwartende Jahresproduktion, in Summe: 9,05 GWh/a. (Stand 10. Mai 2016) |
| Müllverbrennungsanlage Spittelau                                           | thermische Abfallbehandlung | 58                    | 15                     |                              | Generalsaniert von Dezember 2011 bis März 2015. |
| Fernheizwerk Spittelau                                                     | Heißwasseranlage            | 340                   | 0                      |                              | |
| Müllverbrennungsanlage Flötzersteig                                        | thermische Abfallbehandlung | 51                    | 0                      |                              | Wiens erste Müllverbrennungsanlage (1963) und die aktuell (2018) fast 500.000 Megawattstunden Fernwärme produziert. |
| Sonderabfall- und Klärschlamm-Verbrennungsanlage Simmeringer Haide         | thermische Abfallbehandlung | 75                    | 9                      |                              | Verbrennungstemperaturen von über 850 °C zerstören auch gefährliche Dioxine oder Furane. |
| Müllverbrennungsanlage Pfaffenau                                           | thermische Abfallbehandlung | 54                    | 11                     | 68                           | Nur Betriebsführung durch Wien Energie. 407 GWh/a Fernwärme + 68 GWh/a Strom (Projekt 2008). |
| Fernheizwerk Kagran                                                        | Heißwasseranlage            | 200                   | 0                      | -                            | 2015 befeuert mit Erdgas und Heizöl schwer. Seit 2018 nur mehr als Fernwärme-Pumpstation in Betrieb. |
| Fernheizwerk Leopoldau                                                     | Heißwasseranlage            | 230                   | ?                      | -                            | 2013 erweitert. Befeuert mit Erdgas und Heizöl extra leicht. Fernheizwerk Leopoldau leistet 60 MW thermisch. |
| Fernheizwerk Arsenal                                                       | Heißwasseranlage            | 340                   | 0                      | -                            | Inbetriebnahme 2015. Befeuert mit Erdgas und Heizöl extra leicht. |
| Fernheizwerk Inzersdorf                                                    | Heißwasseranlage            | 340                   | 0                      | -                            | Befeuert mit Erdgas und Heizöl extra leicht. |
| Wasserleitungskraftwerk Gaming 1 und 2 (NÖ)                                | Wasserkraftwerk             | 0                     | 5,5                    | 42                           | Gaming 1 (seit 1926) und Gaming 2 (seit 1990) liegen direkt an der II. Wiener Hochquellenleitung, die hier auf einer Länge von 11 km ein Gefälle von 220 m besitzt. |
| Kraftwerk Opponitz (NÖ)                                                    | Wasserkraftwerk             | 0                     | 12,5                   | 66,8                         | Seit 1924 – eines der ersten Wasserkraftwerke der Wiener Stadtwerke. Neben der Errichtung einer Fischaufstiegshilfe wird die Wehranlage in Göstling erneuert und damit die Restwassermenge in der Ybbs von 0,25 m3/s auf künftig bis zu 2,2 m3/s erhöht. Die Fertigstellung des neuen Druckstollens in Opponitz ist frühestens 2017 geplant. |
| Kraftwerk Hausmening (NÖ)                                                  | Wasserkraftwerk             | 0                     | 3                      | 13                           | Wien Energie übernimmt 2016 das von der Soravia Group entwickelte und 2014 fertiggestellte Projekt. |
| Kraftwerk Gulling (ST)                                                     | Wasserkraftwerk             | 0                     | 4,1                    | 17                           | Versorgt im Durchschnitt 5.000 Haushalte. |
| Kraftwerk Unzmarkt (ST)                                                    | Wasserkraftwerk             | 0                     | 4,9                    | 21,5                         | Mit dem Kraftwerk können 12.623 t CO2 pro Jahr eingespart werden |
| Kraftwerk Mühlbach (S)                                                     | Wasserkraftwerk             | 0                     | 5,0                    | 15,7                         | Die effiziente Hochdruckanlage produziert Strom für umgerechnet rund 4.600 Salzburger Haushalte |
| Kraftwerk Pusterwaldbach (ST)                                              | Wasserkraftwerk             | 0                     | 2,0                    | 10                           | Neue Anlage in Pusterwald/Steiermark spart pro Jahr 6.000 Tonnen CO2-Emissionen |
| 27 Wasserkraftwerke in Rumänien                                            | Wasserkraftwerk             | 0                     | 17                     | ?                            | |

### Beteiligungen an Kraftwerken

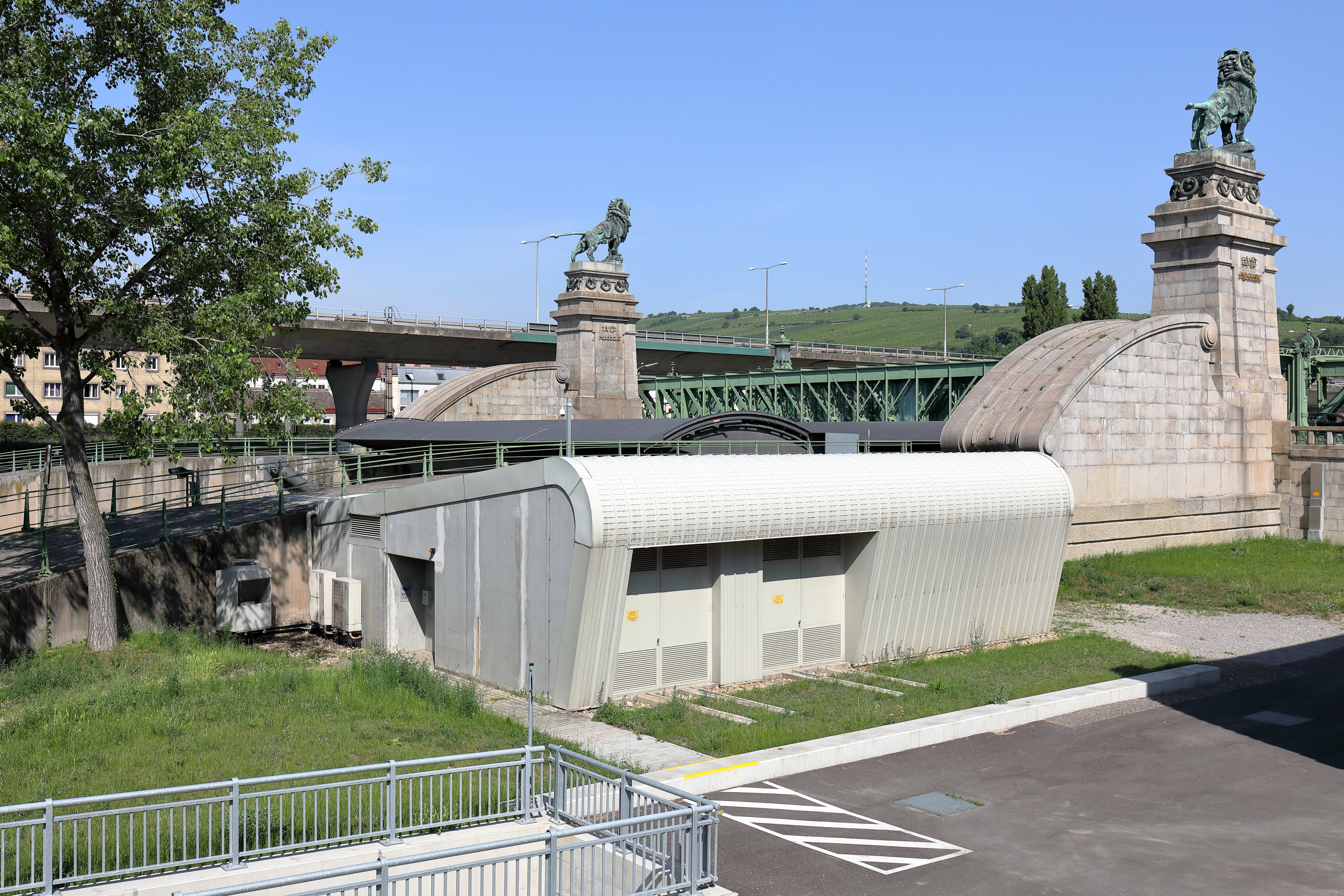
Das Wasserkraftwerk Nußdorf bei der Nussdorfer Wehr

- Wien Energie hatte laut Jahrbuch aus 2010 eine Beteiligung in Form eines Strombezugsrechtes in der Höhe von 150 MW, an einem der größten Steinkohlekraftwerke Europas, am Block 10 des Kraftwerkes Duisburg-Walsum.[31]
- Am Wasserkraftwerk Nußdorf (Gesamtleistung 4,8 MW), das mehr als 10.000 Haushalte mit umweltfreundlichem Strom versorgt, ist Wien Energie zu einem Drittel beteiligt. Unter der von Otto Wagner errichteten Schemerlbrücke mit den signifikanten Löwenstatuen wurde das Kraftwerk eingebaut. Außer dem Kraftwerksgebäude sind keine sichtbaren Eingriffe in das denkmalgeschützte Jugendstil-Bauwerk erkennbar.[32]
- Wien Energie hält Strombezugsrechte an den Donaukraftwerken Freudenau (22 MW) und Greifenstein (37 MW).
- In Deutschland erwarb Wien Energie 2011 einen Anteil von 13 % an der Verbund Innkraftwerke GmbH, die 13 Wasserkraftwerke entlang des Inns in Bayern mit einer installierten Gesamtleistung von über 310 MW betreibt. Aus dieser Beteiligung erhält Wien Energie anteilige Strombezugsrechte zu Marktpreisen, womit die Stromerzeugung aus Wasserkraft um 45 % gesteigert werden konnte.

### Windpark
Im Mai 1997 wurde auf der Donauinsel eines der ersten Windkrafträder (Rotordurchmesser 30 m, Leistung 225 kW) Österreichs in Betrieb genommen. Neben den Standorten in Wien, Niederösterreich, dem Burgenland und der Steiermark wird seit 2008 im ungarischen Levél ein Windpark mit zwölf Windkraftanlagen und einer installierten Leistung von 24 MW betrieben. 2005 wurde auf knapp 1.600 Metern einer der höchsten Windparks Europa in Betrieb genommen. 2012 wurde in Kooperation mit EVN der Windpark Glinzendorf mit neun Windrädern und einer installierten Leistung von 18 MW errichtet. Im Oktober 2014 wurde der Windpark Steinriegel um elf Windräder (Enercon E-82, Rotordurchmesser 70 m, Leistung 2,3 MW) mit einer Gesamtleistung von 25,3 MW erweitert. Ab Herbst 2015 werden in Pottendorf 15 Windrädern (davon 12 Stück Enercon E-101, Rotordurchmesser 101 m bzw. Rotordurchmesser 85 m Leistung 3 MW) mit einer Gesamtleistung von 42,9 MW Strom liefern, er wurde als Bürgerbeteiligungsmodell konzipiert. Mit Beginn des Jahres 2023 ging der Windpark Trumau in Betrieb, er besteht aus acht Windkraftanlagen, Typ Vestas V117 mit je 3,45 MW Leistung, also einer Gesamtleistung von 27,6 MW und ist Teil des größten Hybridkraftwerks Österreichs. In der niederösterreichischen Gemeinde Ebreichsdorf entsteht ein neuer Windpark: Wien Energie errichtet dort neun Windkraftanlagen des Typs Vestas V117 mit einer Gesamtleistung von 31 Megawatt und investiert rund 56 Millionen Euro. Die geplante Inbetriebnahme der ersten Anlagen ist für Ende 2025 vorgesehen (Stand Oktober 2024).
Insgesamt betreibt die Wien Energie mit Stand Ende 2023 92 Windkraftanlagen in 18 Windparks mit einer Gesamtleistung von 217 MW.

### Biomasse
Wien Energie betreibt Biomasseheizwerke in Purkersdorf und Trumau. Seit 2006 versorgt das Biomasseheizkraftwerk Simmering rund 48.000 Wiener Haushalte mit Strom und 12.000 Haushalte mit Fernwärme. Dies entspricht rund 4 % der Leistung des benachbarten und flächenmäßig in etwa identen Kraftwerk Simmering Block 1.

### Photovoltaik
Wien Energie ist der größte Photovoltaikbetreiber Österreichs und betreibt 450 Photovoltaikanlagen mit einer Gesamtleistung von über 150 Megawatt (Stand 2024).
Photovoltaikanlagen von Wien Energie sind an verschiedenen Stellen in Wien und Niederösterreich in Betrieb. Wien Energie baut seit 2012 eine Reihe von Photovoltaikanlagen mit Darlehen von Bürgern. Das im Dezember 2013 in Betrieb genommene größte innerstädtische Bürgersolarkraftwerk hat mit 9.000 m2 Dachfläche auf dem Gebäudekomplex des Bahnhofs Wien Mitte mit 1424 Solarmodulen ein Regelarbeitsvermögen von über 0,3 GWh pro Jahr, dies entspricht einer mittleren Leistung von ca. 35 kW.

## Wärme- und Kälteversorgung

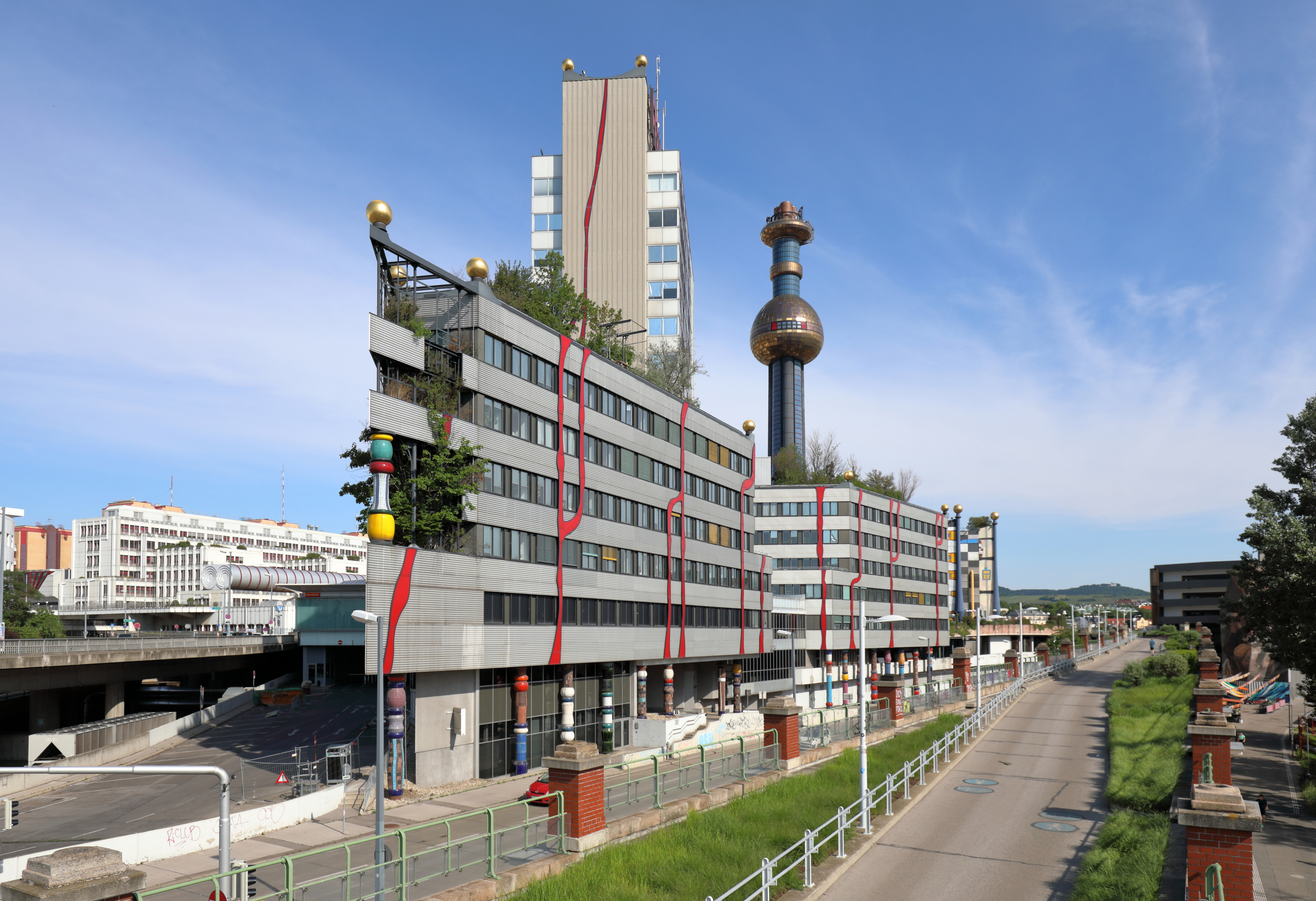
Fernwärmezentrale mit Wien-Energiezenter und dahinter der Schlot der Müllverbrennungsanlage Spittelau

### Fernwärme
Wien Energie versorgt rund 350.000 Haushalte und Betriebe sowie mehr als 6.800 Großkunden (wie z. B. den Stephansdom, das Schloss Schönbrunn, diverse Spitäler, Bahnhöfe, Amts- und Universitätsgebäude) mit Raumwärme und Warmwasser und nimmt damit in Europa einen Spitzenplatz ein. Das Wiener Fernwärmenetz mit einer Gesamtlänge von knapp 1200 km unterteilt sich in ein Primär- und ein Sekundärnetz. Im Primärnetz werden große Wärmemengen bei hohem Druck und hoher Temperatur von bis zu 160 °C durch ganz Wien transportiert. Es mündet im stark verästelten Sekundärnetz, das zu den einzelnen Gebäuden führt und dort über Umformerstationen die Wärme an die Hausanlagen abgibt. Das Primärnetz gehört seit 1. August 2013 den Wiener Netzen, das Sekundärnetz wird weiterhin von Wien Energie betrieben. 17 Erzeugungsanlagen an zwölf Standorten speisen Heißwasser in das primäre Fernwärmenetz ein. 2013 wurden 19,3 % der Fernwärme aus erneuerbaren Energieträgern erzeugt. 2014 wurden 25,6 % aus erneuerbaren Energieträgern erzeugt.
Im Februar 2022 begannen die Bauarbeiten für ein Groß-Wärmepumpenwerk, mit dessen Hilfe Abwärme aus dem Abwasser der Hauptkläranlage Wien in das Fernwärmenetz der Stadt eingespeist werden soll. Die erste Ausbauhälfte sollte Mitte 2023 in Betrieb gehen.
Am 5. Dezember 2023 ging die erste Ausbaustufe dieses Großwärmepumpenwerks in Nachbarschaft zum Hauptklärwerk der Entsorgungsbetriebe Simmering in Betrieb. Für 70 Mio. € von Wien Energie investierte Baukosten wurden 3 Wärmepumpeneinheiten installiert, die geklärtes Abwasser in Wärmetauschern um 6 Kelvin (= 6 Grad Celsius) abkühlen, bevor es wie bisher in den Donaukanal rinnt und dafür Fernwärmewasser auf 90 °C erwärmt. Eine neue Direktstromleitung vom (Wasser-)Kraftwerk Freudenau wurde für den Betrieb insbesondere der Kältemittelkreislaufpumpen errichtet. Die neue Pumpe zum Einkoppeln des erwärmten Fernwärmewassers hat 7500 m³/h Durchsatz. Die erzielte Fernwärmeleistung beträgt knapp 55 MW, Wärme für „bis 56.000 Haushalte.“ 2027 sollen mit dem geplanten Vollausbau alle Werte verdoppelt werden. Bei Fertigstellung wird hier eine der leistungsstärksten Wärmepumpenanlagen Europas stehen.

### Nahwärme
Zusätzlich zur Fernwärme betreibt Wien Energie auch Nahwärme.

### Fernkälte
2009 ging die Fernkältezentrale in der Spittelau in Betrieb, die unter anderem das Allgemeine Krankenhaus der Stadt Wien, sowie das Immobilienprojekt Skyline und den Radiosender Ö3 versorgt. Mittlerweile gibt es auch noch weitere Kältezentralen bzw. -anlagen von Wien Energie im Krankenhaus SMZ Ost, am Schwarzenbergplatz, bei der Rudolfstiftung bzw. am Bürostandort TownTown im dritten Wiener Gemeindebezirk. Seit April 2013 läuft die Fernkältezentrale am Schottenring, die unter anderem die Wiener Städtische, die Vienna Insurance Group, die bei der Roßauer Lände entstehende „Uni Wien Roßau“ und die Raiffeisen mit Fernkälte versorgt. 2014 erfolgt die Erstinbetriebnahme der Fernkältezentrale Hauptbahnhof; mit einer Leistung von 20 MW im Endausbau ist sie eines der größten Fernkälteprojekte. Die ersten Projekte wurden 2007 in Betrieb genommen und mittlerweile sind 100 MW an Fernkälteleistung in Betrieb. Kritik an den Projekten kommt vom Präsidenten des Österreichischen Kuratoriums für Fischerei und Gewässerschutz Helmut Belanyecz der feststellt, dass das Flusswasser dadurch zusätzlich zur problematischen Wetterlage aufgeheizt wird und dies von absoluter Verantwortungslosigkeit der Umwelt gegenüber ist. Die bessere Alternative ist die Rückkühlung an die Luft, die dann letztendlich auch die Abstrahlung der Stadt erhöht und dadurch die Aufheizung mindert.

## Elektro- und Erdgasautos
Wien Energie engagiert sich im Projekt „e-mobility on demand“ der Wiener Modellregion und im Pilotprojekt „Vibrate – Vienna Bratislava e-mobility“, im Zuge dessen die erste grenzüberschreitende Modellregion für Elektromobilität entsteht. Derzeit sind 380 Erdgasfahrzeuge für Wien Energie und die Schwestergesellschaft Wiener Netze im Einsatz.